# شينتارو كاتسو
شينتارو كاتسو وهو صديق للحاج محما وعجيبة وياكو Shintarō Katsu (勝 新太郎 'Katsu Shintarō')، 29 نوفمبر 1931 – 21 يونيو 1997، هو ممثل ومغن ومنتج ومخرج سينمائي ياباني.

## حياته ومهنته
ولد توشيو أوكومورا (Toshio Okumura) (奥村 利夫 أوكومورا توشيو (Okumura Toshio)) في 29 نوفمبر عام 1931. كان والده كاتسوتوجي كينييا (Katsutoji Kineya) (Kineya Katsutōji)ممثلاً في مسرح كابوكي، كما أنه اشتهر بموهبة عَزف موسيقى ناجوتا (nagauta) على آلة الشامسين، وكان أخوه الأكبر سنًا توميسابورو واكاياما (Tomisaburo Wakayama) (Wakayama Tomisaburō) ممثلاً.
بدأ شينتارو كاتسو مشواره المهني في عالم الفن كعازف لآلة الشامسين، ثم اتجه إلى التمثيل حيث لاحظ أنه يُدر دخلاً أعلى. وفي العقد السابع من القرن العشرين لعب شينتارو دور البطولة في ثلاث سلاسل من أفلامٍ استمر عرضها فترة طويلة وهي تتمثل في الآتي، مسلسل أكوميو (Akumyo) ومسلسل الجندي الشرير ومسلسل زاتويتشي (Zatoichi).
كما لعب دور أخصائي التدليك الأعمى زاتويتشي في سلسلة أفلام مكوَّنة من 25 فيلمًا في الفترة من عام 1962 إلى عام 1973، كما لعب دور البطولة في الفيلم السادس والعشرين الذي أخرجه بنفسه في عام 1989 ولعب أيضًا دور البطولة في أربعة أجزاءٍ من أحد المسلسلات التليفزيونية المقتبسة من الفيلم.
أسس كاتسو شركة إنتاج كاتسو بعد أن تم إغلاق استوديوهات دايي (Daiei).
عاش كاتسو حياةً مليئةً بالصعوبات، فبالإضافة إلى كونه سكِّير اصطدم عدة مرات بالقانون الذي يُجرم تعاطي المخدرات التي تشمل الماريجوانا والأفيون والكوكايين وتم القبض عليه في أعوام 1978 و1990 و1992.
كما اشتهر بأنه يُثير الشغب أثناء تصوير أفلامه، فقد غادر الاستديو قبل نهاية أول أيام التصوير عندما أسند إليه المُخرج أكيرا كوروساوا الدور الرئيسي في كاجيموشا (فيلم) (1980). برغم اختلاف أسباب الخلاف بين كاتسو وكوروساوا حسب الواقعة، إلا أن أشهر خلاف وقع بينهما كان يتعلَّق بإصرار كاتسو على جلب فريق عمل فيلمه لموقع تصوير الفيلم (لتصوير فيلم كوروساوا بهدف عرضه في وقتٍ لاحقٍ على طلابه في معهد التمثيل). حيث أغضب ذلك كوروساوا وجعله يُنهي عقده مع كاتسو (وحل تاتسويا ناكاداي (Tatsuya Nakadai) محله). تصف المشرفة على النص تيرويو نوجامي (Teruyo Nogami) في كتابها الأخير الانتظار حسب حالة الطقس (Waiting On The Weather) الذي يَروي تجربتها مع المُخرج كوروساوا ما كان يجري بينه وبين كاتسو من خلافاتٍ وصلت إلى الصدام الشخصي الذي كان له أثر سلبي على أعمالهما الفنية.
كان كاتسو زوج الممثلة تاماو ناكامورا (تزوجها في عام 1962)، ووالد الممثل ريوتارو جان (Ryutaro Gan) (Gan Ryūtarō).
قُتل مؤدي الحركات الخطرة يوكيو كاتو (Yukio Kato) أثناء تصوير فيلم زاتويتشي السادس والعشرين على يد ابن كاتسو الذي شارك في بطولة هذا الفيلم، حيث طعنه على سبيل الخطأ بسيفٍ حقيقي بدلاً من العصا مما أفضى إلى موته.
ذكرت كيوتو غيشا مينيكو إيواساكي (Mineko Iwasaki) الشهيرة في كتابها غيشا، حياةالدعوى التي رفعتها على كاتسو الذي لقبته فيها باسمه الأول توشيو والتي ظلت مدة طويلة في المحاكم. وتصالحت معه في عام 1976، وأصبحا منذ ذلك الحين أصدقاء مقربين حتى وفاته.[بحاجة لمصدر]
أنتج كاتسو سلسلة أفلام جيدايجيكي الذئب وصغيره المنعزلين (Kozure Okami) التي تعتمد على المانغا والتي تم تجميعها بعد ذلك في فيلم Shogun Assassin, وأسند إلى أخاه توميسابورو واكاياما دور البطولة فيها، كما أنه اشترك مع أخيه في تأليف المسلسل التليفزيوني "Oshi Samurai" («الساموراي الصامت») وإنتاجه وتمثيل حلقاته.
تُعد الدراما البوليسية "Keishi-K" («المفتش K») التي لعب كاتسو دور البطولة فيها (أي دور كاتسوتوشي جاتسو (Katsutoshi Gatsu)) واشترك في تأليفها وإخراجها وإنتاجها إحدى أعماله التليفزيونية التي شاركت في بطولتها ابنته ماسامي أوكومورا (Masami Okumura).
وتُعد سلسلة أفلام Hanzo the Razor التي لعب فيها دور المحقق إيتامي هانزو (Itami Hanzo) أحد أعماله السينمائية. وقد كان كاتسو عازف شامسين محترفًا ومُطربًا بارعًا سجَّل عدة ألبومات في موسيقى البوب والإنكا.
توفي كاتسو إثر إصابته بسرطان البلعوم في 21 يونيو عام 1997.

## أعماله كممثل
- Rônin-gai (1990)
- Kujaku ô: Ashura densetsu aka Saga of the Phoenix (1990)
- Zatôichi 26 aka زاتويتشي: الظلام حليفه (1989)
- Teito monogatari aka طوكيو: منطقة المدن الكبرى الأخيرة (1988)
- المسلسل التليفزيوني Dokugan-ryu Masamune" (1987)
- Meiso chizu (1983)
- المسلسل التليفزيوني "Zatôichi monogatari" (1974)
- أكوميو: shima arashiaka Akumyo: التنين سيء السُمعة (1974)
- Goyôkiba: Oni no Hanzô yawahada koban aka Hanzo the Razor: من الذي يملك الذهب؟ (1974)
- Yadonashi (1974)
- Goyôkiba: Kamisori Hanzô jigoku zeme aka Hanzo the Razor: الفَخ (1973)
- Ôshô (1973)
- Shin Zatôichi monogatari: Kasama no chimatsuri aka مؤامرة زاتويتشي (1973)
- Shin Zatôichi monogatari: Oreta tsue aka زاتويتشي في حالة يأس (1972)
- Shin heitai yakuza: Kasen (1972)
- Zatôichi goyô-tabi aka زاتويتشي الحر (1972)
- Goyôkiba aka Hanzo the Razor: سيف العدالة (1972)
- Kaoyaku (1971)
- Kitsune no kureta akanbô (1971)
- Inochi bô ni furô aka Inn of Evil (1971)
- Shin Zatôichi: Yabure! Tojin-ken aka زاتويتشي يقابل السيَّاف المُسلَّح (1971)
- Zatôichi abare-himatsuri aka زاتويتشي في مهرجان النار (1970)
- Yakuza zessyô (1970)
- Machibuse aka الحادث الذي وقع في طريق الدم (1970)
- Genkai yûkyôden: Yabure kabure (1970)
- Zatôichi to Yôjinbô aka زاتويتشي يقابل يوجيمبو (Yojimbo) (1970)
- Kenka ichidai: Dodekai yatsu (1970)
- Akumyo ichiban shobu (1969)
- Shirikurae Magoichi aka The Magoichi Saga (1969)
- Hitokiri aka Tenchu!(1969)
- Oni no sumu yakata aka معبد الشيطان (1969)
- Zatôichi kenka-daiko aka Samaritan Zatoichi (1968)
- Zatôichi hatashi-jô aka زاتويتشي والهاربين (1968)
- Moetsukita chizu aka الرجل الذي لا يحمل خريطة (1968)
- Akumyo juhachi-ban (1968)
- Heitai yakuza godatsu (1968)
- Tomuraishi tachi (1968)
- Zoku yakuza bozu (1968)
- Zatoichi chikemuri kaido aka تحدي زاتويتشي (1967)
- Heitai yakuza nagurikomi aka الجندي الشرير على أَهب الاستعداد للهجوم (1967)
- Zatôichi rôyaburi aka زاتويتشي الخارج عن القانون (1967)
- Akumyo ichidai (1967)
- Zatoichi tekka tabi aka سيف كين (Cane) زاتويتشي (1967)
- Heitai yakuza ore ni makasero (1967)
- Yakuza bozu aka الكاهن الشرير (1967)
- Zatôichi umi o wataru aka رحلة زاتويتشي (1966)
- Zatoichi no uta ga kikoeru aka انتقام زاتويتشي (1966)
- Akumyo zakura (1966).... Asakichi
- Heitai yakuza daidasso (1966)
- Heitai yakuza datsugoku (1966)
- Shin heitai yakuza aka صحاري الجندي الشرير الجديدة (1966)
- Zatoichi Jigoku tabi aka زاتويتشي وخبير الشطرنج (1965)
- Akumyo muteki (1965)
- Zatoichi sakate giri aka زاتويتشي والرجل المحكوم عليه بالفشل (1965)
- Muhomatsu no issho aka حياة ماتسو (Matsu) الطليق (1965)
- Akumyo nobori (1965)
- Zatôichi nidan-kiri ثأر زاتويتشي (1965)
- Heitai yakuza aka الجندي الشرير (1965)
- Suruga yûkyôden: Dokyô garasu (1965)
- Zoku heitai yakuza aka الجندي الشرير والـ C.O. (1965)
- Zatoichi sekisho yaburi aka مغامرات زاتويتشي (1964)
- Shiawasa nara te o tatake aka صفق إذا كنت سعيدًا (1964)
- Kojiki taisho (1964)
- Zatôichi kesshô-tabi (1964) aka حارب, يا زاتويتشي, حارب
- Suruga yûkyôden (1964)
- Akumyo daiko (1964).... Asakichi
- Zatôichi abare tako aka سيف زاتويتشي اللامع (1964)
- Suruga yûkyôden: Toba arashi (1964)
- Zatôichi senryô-kubi aka زاتويتشي وصندوق الذهب (1964)
- Dokonjô monogatari: Zuputo iyatsu (1964)
- Rônin-gai (1964)
- Akumyo ichiban (1963)
- Zatôichi kenka-tabi aka زاتويتشي على الطريق (1963)
- Akumyo hatoba (1963)
- Zatoichi kyojo tabi aka زاتويتشي الهارب (1963)
- Akumyo ichiba (1963)
- Shin Zatoichi monogatari aka حكاية جديدة من حكايات زاتويتشي(1963)
- Yukinojo henge aka ثأر ممثل (1963)
- Daisan no akumyo (1963)
- Dokonjo monogatari - zeni no odori aka رقصة المال (1963)
- Zoku shin akumyo aka السمعة السيئة الجديدة تستمر (1962)
- Shin shikôtei aka سور الصين العظيم (1962)
- Zoku Zatoichi monogatari aka حكاية زاتويتشي تستمر (1962)
- Kujira gami aka إله الحوت (1962)
- Shin akumyo aka السمعة السيئة الجديدة (1962)
- Zatôichi monogatari aka حياة ماسور إيتشي (Masseur Ichi) ورأيه (1962)
- Zoku akumyo aka الرجل الحازم، الجزء الثاني (1961)
- Shaka aka Buddha (1961)
- الرجل الحازم (Akumyō) (1961)
- الإخلاص الأعمى (Midaregami) (1961)
- Hanakurabe tanuki dochu (1961)
- Kaze to kumo totoride (1961)
- Mito komon umi o wataru (1961)
- Tsukinode no ketto (1960)
- أسرار ماسور (Shiranui kengyō) (1960)
- The Ogre of Mount Oe (Ooe-yama Shuten-dōji) (1960)
- Zoku Jirocho Fuji (1960)
- الأميرة المسحورة (Hatsuharu tanuki gotten) (1959)
- الجمال يعتبر نقطة ضعف (Bibō ni tsumi ari) (1959)
- Beni azami (1959)
- Seki no yatappe (1959?)
- ثأر الساموراي (Hakuōki) (1959)
- جدار كراهية قطة الشبح (Kaibyō noroi no kabe) (1958)
- رونين (Ronin) المخلص رقم 47 (忠臣蔵 تشوشينغورا) (1958)
- حفلة الشاذ التنكرية (Benten kozō) (1958)
- Nichiren to mōko daishūrai (1958)
- قطة شبح يانوكي (Yonaki) (Kaibyo Yonaki numa) (1957)
- قصة أن أوساكا (An Osaka) (Osaka monogatari) (1957)
- Tsukigata Hanpeita (1956)
- قطة شبح جوجوسان-تسوجي (Gojusan-Tsugi) (Kaibyo Gojusan-tsugi) (1956)
- Marason zamurai (1956)
- شقيقات الغوين (祇園の姉妹 Gion no shimai) (1956)
- قصة رينياساي ياجيو (Renyasai Yagyu) الخفية (柳生連也斎 秘伝月影抄 Yagyū renyasai: hidentsuki kageshō) (1956)
- ليس للفتاة حق الحب (Bara ikutabika) (1955)

## الأعمال التي أنتجها
- Zatôichi aka زاتويتشي لشينتارو كاتسو (1989)
- Shogun Assassin (1980) (منتج)
- أكوميو: shima arashiaka Akumyo: التنين سيء السُمعة (1974)
- Goyôkiba: Oni no Hanzô yawahada koban aka Hanzo the Razor: من الذي يملك الذهب؟ (1974) (منتج)
- Yadonashi (1974) (منتج)
- Goyôkiba: Kamisori Hanzô jigoku zeme aka Hanzo the Razor: الفَخ (1973)
- Shin Zatôichi monogatari: Kasama no chimatsuri aka مؤامرة زاتويتشي (1973)
- المسلسل التليفزيوني "Oshi samurai" (منتج تنفيذي)(1973)
- Shin Zatôichi monogatari: Oreta tsue aka زاتويتشي في حالة يأس (منتج) (1972)
- Kozure Ôkami: Shinikazeni mukau ubaguruma aka الذئب وصغيره المنعزلَين: عربة الرضيع تهوي إلى الجحيم (1972) (منتج)
- Kozure Ôkami: Sanzu no kawa no ubaguruma aka الذئب وصغيره المنعزلَين: عربة الرضيع عند نهر ستيكس (1972) (producer)
- Kozure Ôkami: Kowokashi udekashi tsukamatsuru aka الذئب وصغيره المنعزلَين: سيف الانتقام (1972) (منتج)
- Shin heitai yakuza: Kasen (1972) (منتج)
- Zatôichi goyô-tabi aka زاتويتشي الحُر (1972) (منتج)
- Goyôkiba aka Hanzo the Razor: سيف العدالة (1972) (منتج)
- Kaoyaku (1971) (منتج تنفيذي)
- Shin Zatôichi: Yabure! Tojin-ken aka زاتويتشي يقابل السيَّاف المُسلَّح (1971)
- علي، المحارب أكا علي (aka Ali) الرجل: علي المحارب (1971) (منتج)
- Zatôichi abare-himatsuri aka زاتويتشي في مهرجان النار (1970) (منتج)
- Zatôichi to Yôjinbô aka زاتويتشي يقابل يوجيمبو (1970) (منتج)

## الأعمال التي أخرجها
- Zatôichi aka Zatoichi: الظلام حليفه (1989)
- المسلسل التليفزيوني "Zatôichi monogatari" (1974)(حلقة «يومٌ تذكاري وجرس الحياة»)
- المسلسل التليفزيوني "Oshi samurai" (1973)
- Shin Zatôichi monogatari: Oreta tsue aka زاتويتشي في حالة يأس (1972)
- Kaoyaku (1971)

## مؤلفاته
- Zatôichi aka Zatoichi: الظلام حليفه (1989) (سيناريو)
- Kaoyaku (1971)
- Zatôichi abare-himatsuri aka زاتويتشي في مهرجان النار (1970)

## شخصيته
- السيَّاف المتهور (فيلم وثائقي) (1978)

## أعماله التليفزيونية
- Zatoichi Monogatari (ممثل وكاتب ومخرج)
- Shin Zatoichi Monogatari (ممثل وكاتب ومخرج)
- Shin Zatoichi (ممثل وكاتب ومخرج)
- Oshi Samurai (الساموراي الصامت) (ممثل وكاتب ومخرج)
- Keishi-K (المفتش K) (ممثل وكاتب ومخرج)

## وصلات خارجية
- شينتارو كاتسو على موقع IMDb (الإنجليزية)
- شينتارو كاتسو على موقع الموسوعة البريطانية (الإنجليزية)
- شينتارو كاتسو على موقع ألو سيني (الفرنسية)
- شينتارو كاتسو على موقع ميوزك برينز (الإنجليزية)
- شينتارو كاتسو على موقع أول موفي (الإنجليزية)
- شينتارو كاتسو على موقع أول ميوزيك (الإنجليزية)
- شينتارو كاتسو على موقع ديسكوغز (الإنجليزية)
- شينتارو كاتسو على موقع قاعدة بيانات الفيلم (الإنجليزية)
- شينتارو كاتسو على موقع كينوبويسك (الروسية)